# Hortonville, Wisconsin
Hortonville là một làng thuộc quận Outagamie, tiểu bang Wisconsin, Hoa Kỳ. Năm 2006, dân số của làng này là 2357 người.